# Château de Lissieu
Le château de Lissieu est un ancien château fort, du XIIe siècle, défiguré à la fin du XVIe siècle et au XIXe siècle, qui se dresse sur la commune de Lissieu dans la métropole de Lyon, en France. Au titre des monuments historiques ; la porte fortifiée fait l’objet d’une inscription par arrêté du 28 avril 1936 ; la grosse tour fait l’objet d’une inscription par arrêté du 8 mai 1936.

## Situation
Le château de Lissieu est situé dans la métropole de Lyon, au nord ouest de Lyon, sur la commune de Lissieu, dans le bourg.

## Histoire

Armes des Beaujeu.

Armes des Albon.

Armes des Mermier.

Au début du XIe siècle, le sire de Beaujeu fait construire un nouveau château
.
Dès le XIIe siècle le château est la possession des sires de Beaujeu ; terre que revendique l'Église de Lyon.
En 1132, le pape Innocent II, désirant mettre fin aux conflits incessants entre les sires de Beaujeu et les archevêques de Lyon, ordonne la démolition du château ainsi que de celui de l'Illié. En 1143 l'ordre n'est toujours pas exécuté.
Au XIIIe siècle, le château est entre les mains de chevaliers, vassaux des sires de Beaujeu, qui en porte le nom.
En 1298, le sire de Beaujeu, Guichard VI d'Albon-Forez, fait don de la seigneurie de Lissieu à Henri de Villars, archevêque de Lyon.
En 1326, le château est tenu par Guillaume de Gleteins et par Henri Lambert en 1359 qui en font aveu à l'archevêque. En 1379, messire Lambert, seigneur de Lissieu, est contraint par le roi à se mettre à la disposition du châtelain de Chazay, pour combattre les troupes anglaises. Ennemond Lambert, seigneur de Lissieu, décède en 1450. Les Lambert conservèrent la terre de Lissieu jusque vers le milieu du XVIe siècle, époque où Louise Lambert, la dernière de cette maison, apporte cette seigneurie en dot à la famille d'Arces.
En 1517, Antoine d'Arces (en), seigneur de Lissieu et de Bâstie, dit le « Chevalier Blanc », après avoir servi le roi Jacques IV d'Écosse en qualité de lieutenant général dudit royaume, est assassiné, en septembre 1517, par un gentilhomme écossais, David Hume. Il laisse pour héritier son fils Jean II (mari en premières noces de Jeanne de Maugiron - vers 1544), seigneur de la Bâstie-Meylans, Montbive, Crespol, en Dauphiné, Lissieu, Condrieu, en Lyonnais, baron de Livarot et de Ferrières, en Normandie, chevalier de l'ordre du roi, gentilhomme de sa chambre, maréchal de camp, commandant le régiment de Livarot, au cours des diverses guerres civiles. Il porte : d'azur, au franc quartier d'or, à la cotice componée d'argent et de gueules, brochant sur le tout.
En 1591, une bande de Huguenots attaque la forteresse et fait sauter la porte principale ; Hugues Athiaud ( -1593), seigneur de Lissieu, docteur en droit, ardent ligueur, est fait prisonnier par les soldats de la compagnie de Latour-Corcenay, mais réussira à s'échapper le jour de la Toussaint de la même année. Hugues teste en faveur de sa nièce, Marie Athiaud.
Au début du XVIe siècle, la famille de Boissat hérite du fief par le mariage de Marie Athiaud (vers 1593), dame de Lissieu, avec Pierre III de Boissat ; celui-ci devient seigneur de Lissieu.
André Athiaud de Boissat (1610-1664), leur fils, chevalier, maréchal des camps et armées du roi, sans alliance, leur succède. Il porte : de gueules à la bande d'argent, accompagnée de six besants d'or, 3 . 3 . en orle; devise: Ny regret du passé, ny peur de l'avenir.
En 1771, propriété de messire Anne Nicolas Mermier, seigneur de Lissieu, de Moleise et des Peisses, écuyer, conseiller, secrétaire du roi, receveur général des aides et octrois de la ville de Lyon,,, qui avait épousé Marie Louise Basset de Châteaubourg (1764), résultant de l'achat de la seigneurie à Louis Tolozan de Monfort, chevalier (sous-gouverneur de Lyon en 1785). Anne Nicolas Mermier considérant la demeure trop vétuste, la cède en 1780 à messire Lambert qui la conserve jusqu'à la Révolution, et transfère la seigneurie dans le château de la Roue (Chalamont). Il porte : (An. 1718) d'azur, à une Foi d'argent, accompagnée de trois grenades d'or, ouvertes de gueules.

## Description
L'essentiel de la construction date du XIe siècle et trois tours sont encore visibles. Construits en pierre du pays, d'un jaune qu'avive une pointe d'orangé, mais décolorés par les âges. La porte principale a été reconstruite à la fin du XVIe siècle et des restaurations ont eu lieu au XIXe siècle.
Il subsiste du château médiéval les restes d'une enceinte flanquée, d'un donjon cylindrique, d'un logis et d'une porte surmontée d'une bretèche, qu'encadre deux tours rondes.

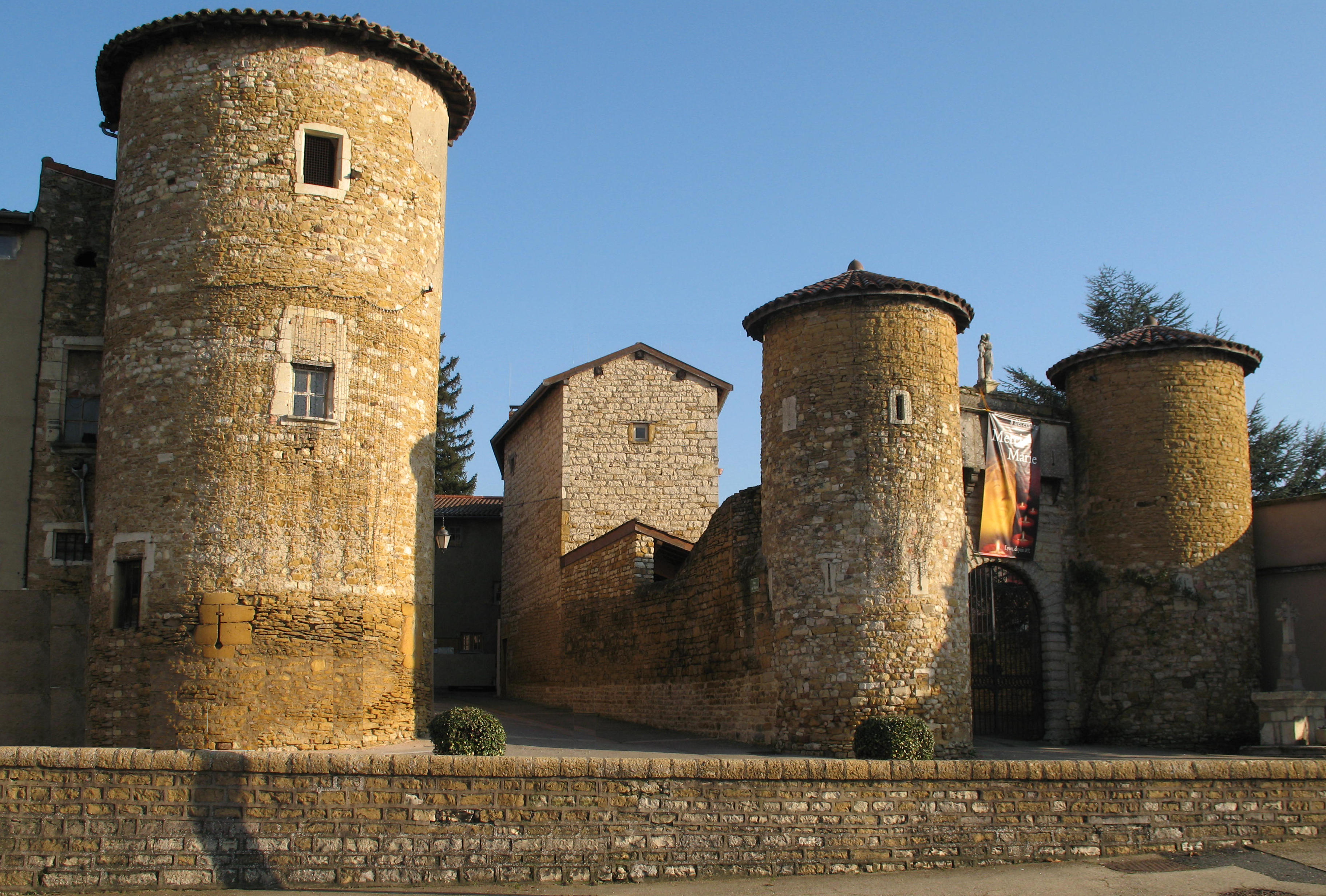
Les trois tours
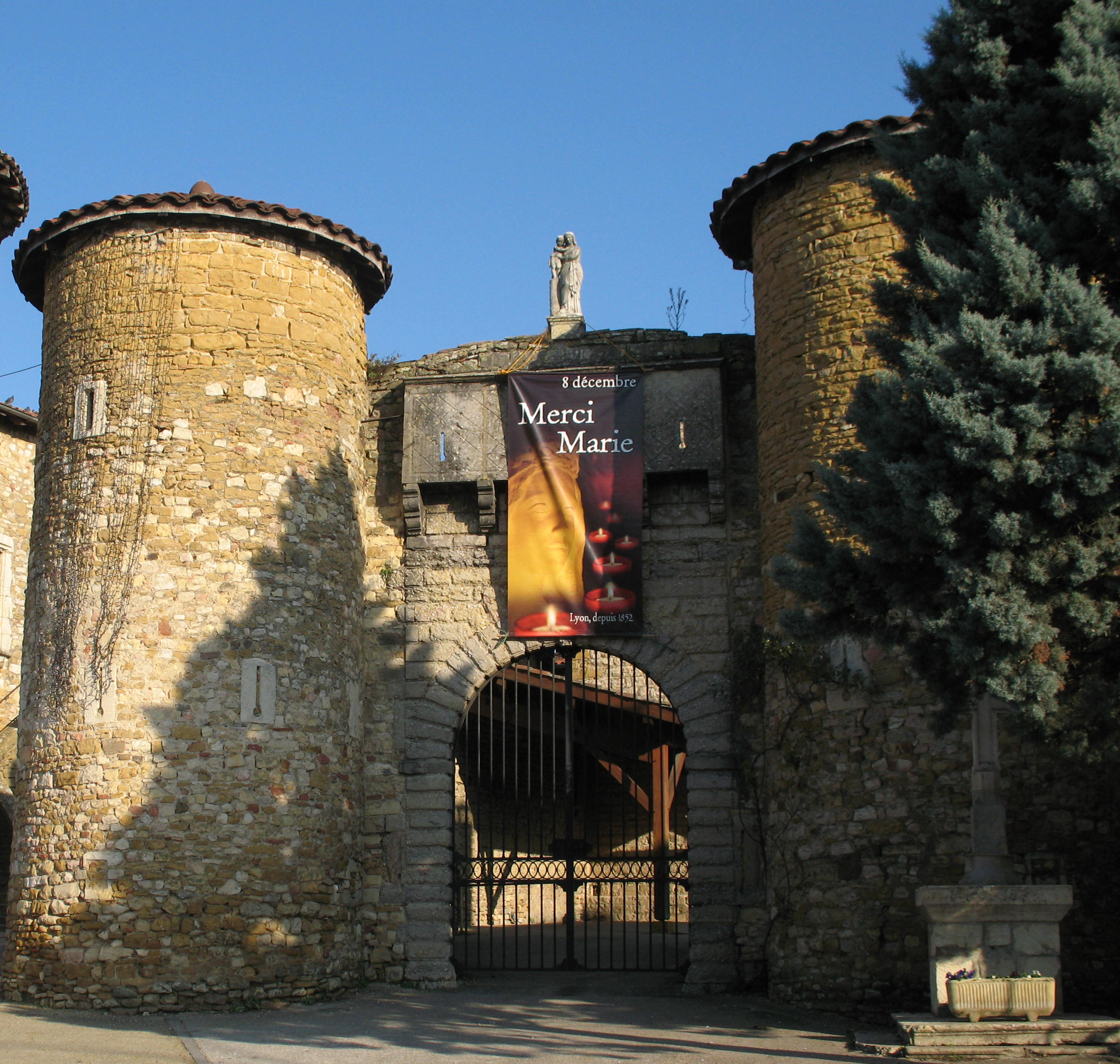
L'entrée, vue de l'extérieur
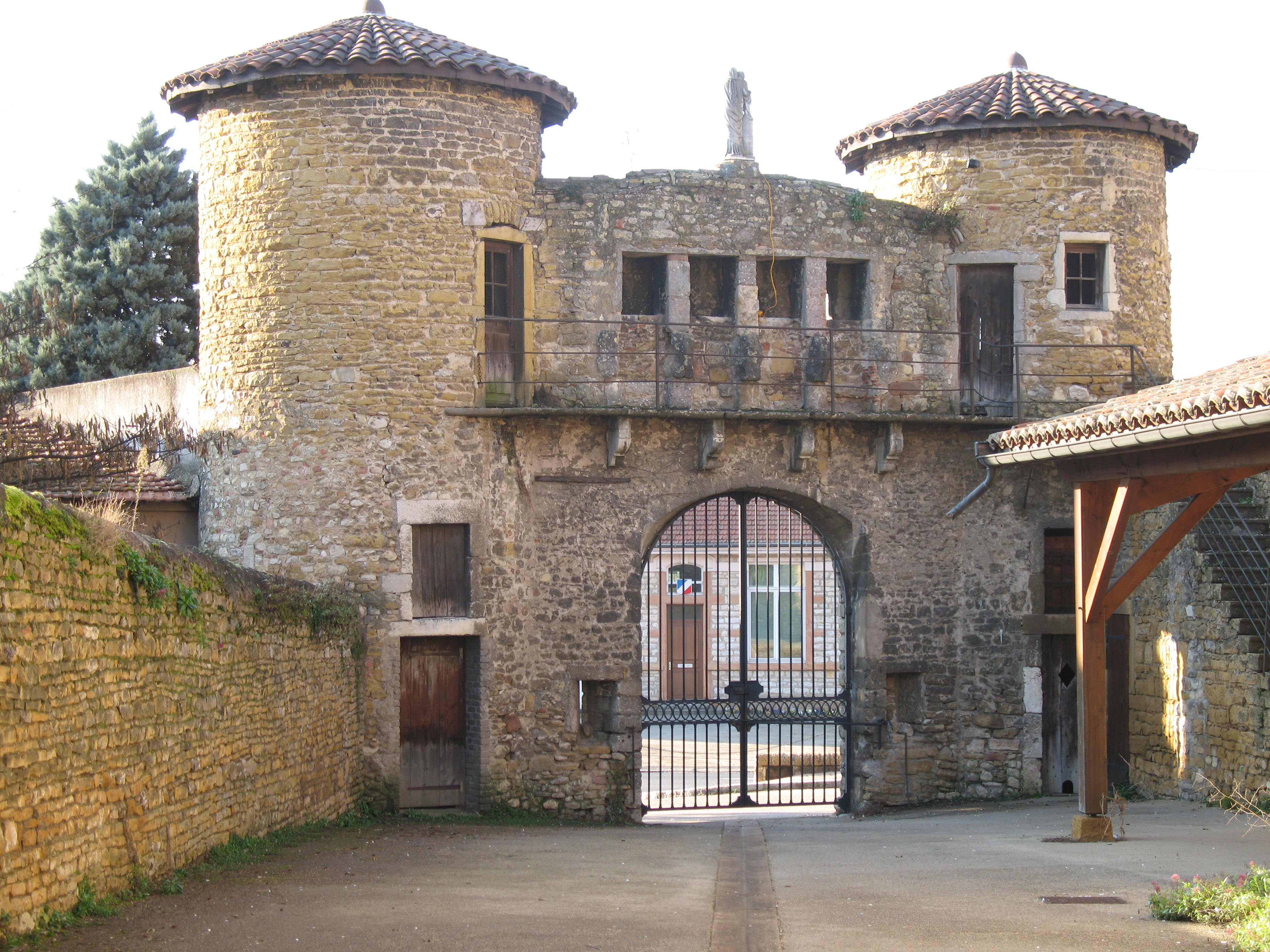
L'entrée, vue de l'intérieur